# Transcendance
Pour les articles homonymes, voir Transcendance (film).
Le terme transcendance (du latin transcendens ; de transcendere, franchir, surpasser) indique l'idée de dépassement ou de franchissement.
À l'inverse, les philosophies de l'immanence, comme le stoïcisme ou l'eudémonisme de Spinoza, maintiennent que Dieu est présent dans le monde et dans les choses qui le composent.

## Approches philosophiques
Ce qui est transcendant est ce qui est au-delà de ce que l'on admet communément être capable (humainement) de pouvoir penser[réf. nécessaire].

### Métaphysique
Le transcendant est ce qui est au-delà, ce qui dépasse, surpasse, en étant d'un tout autre ordre. Par exemple, certains considèrent que l'esprit transcende la matière, d'autres que la matière est au-delà de l'esprit (et donc inconnue).
Le terme est particulièrement, mais pas toujours, utilisé pour discuter la relation de Dieu au monde. La conception d'un Dieu par définition transcendant ne signifie pas, pour les croyants, qu'il serait totalement en dehors et au-delà du monde, ces notions d'en dehors et d'au-delà étant, elles, de ce monde - mais bien que sa nature n'est pas limitée à l'en dedans ou l'en deçà et qu'elle les inclut et les dépasse, que Dieu se manifeste ou non. Elle naît de la conception aristotélicienne de Dieu.

### Phénoménologie
En phénoménologie, le transcendant est ce qui transcende notre propre conscience, c'est-à-dire ce qui est objectif, par opposition à ce qui est seulement un phénomène de notre conscience.[réf. nécessaire]

### Heidegger
Pour Martin Heidegger le transcendant par excellence, c'est le Dasein ou « Être-au-monde » comme ouvrant le monde en projet.

### Marx
« Pour Marx, la transcendance est la capacité humaine de créer son avenir par son travail conscient au présent. Ce travail, pour être conscient, doit être précédé, toujours au présent, d'une réflexion afin d'en déterminer le but ».

### Kant
Pour Kant, le transcendant est ce qui est au-delà de toute expérience possible, qui dépasse toute possibilité de connaissance. Ne pas confondre avec « transcendantal ».
Pour Kant, la raison éprouve le désir de connaître des objets se trouvant en dehors de l’expérience empirique (qu'elle soit sensible ou intelligible), à savoir Dieu, la liberté et l’âme, et c'est pourquoi elle a « besoin d'une discipline pour contenir ses débordements et éviter les illusions qui en proviennent ». Et encore cette citation encore plus explicite : « Nous appellerons immanents les principes dont l'application se tient entièrement dans les limites de l'expérience possible ; et transcendants ceux qui doivent élever leur vol au-dessus de ces limites. »
Comme « il n'y a rien à dire » de ou sur l'au-delà absolu, certains, comme Kant, Marx, Wittgenstein, veulent ignorer la frontière absolue : « Tout ce qui proprement peut être dit peut être dit clairement, et sur ce dont on ne peut parler, il faut garder le silence. » Et encore : « Un Nietzsche, un Gide, et tous les autres, refusent la transcendance, alors […] on rétablit […] en la déplaçant, en la déviant […], une transcendance qui, tout comme l'âme gidienne, a perdu son nom. »

### Sartre
D'autres, comme Sartre à la suite de Husserl, reconnaissent l'existence d'une « frontière absolue », mais ils déconseillent à l'humain de s'y laisser prendre car elle ouvre vers un au-delà absolu où la parole (ou pensée ou connaissance) humaine n'a aucune prise, car il n'y a rien à relationner et que la pensée est relation : « Ce qui passe la relation nous surpasse; et l'irrélatif est... l'impensable. » Ainsi Husserl déclare : « la philosophie de la transcendance nous jette sur la grand-route, au milieu des menaces, sous une aveuglante lumière ». Ils préfèrent s'intéresser à la frontière morale, plus concrète : « Chez Jaspers, il y a un second sens du mot transcendance, en tant qu'il caractérise le mouvement que nous accomplissons sans cesse pour nous dépasser nous-mêmes. L'existant accomplit sans cesse un mouvement de transcendance, se dépasse sans cesse. » Et encore : « C'est parce que ma subjectivité n'est pas inertie, repliement sur soi, séparation, mais au contraire mouvement vers l'autre, que la différence entre l'autre et moi s'abolit et que je peux appeler l'autre mien […] je ne suis pas une chose mais un projet de moi vers l'autre, une transcendance. »
L'existentialisme rejette la forme transcendantale de l'essentialisme.

### Bergson
D'autres, au contraire, pensent que c'est à la tangence de cette frontière que se joue la philosophie première ou métaphysique. Ainsi Bergson écrit : « En ce point (de tangence), est quelque chose de simple, d'infiniment simple, de si extraordinairement simple que le philosophe n'a jamais pu le dire, et c'est pourquoi il a parlé toute sa vie. » Ils tentent, par les chemins de la raison, du logos, bref, de l'en deçà, d'aller au plus près de cette frontière infranchissable, jusqu'à l'effleurer, touche mystique ou intuition.

### Pascal
Pascal : « La distance infinie des corps aux esprits figure la distance infiniment plus infinie des esprits à la charité... De tous les corps ensemble on ne saurait faire réussir une petite pensée… De tous les corps et les esprits on n'en saurait tirer un mouvement de vraie charité… » Dans ce texte, la frontière relative est une distance infinie, la frontière absolue, une distance infiniment infinie. Peu importe le nom donné au transcendant, ici « charité », ailleurs Dieu ou l'Acte ou Cause première ou le Transcendant, étant entendu que l'au-delà est absolu, inconnaissable et donc innommable. Et encore cette citation plus explicite : « Cette élévation est si éminente et si transcendante qu'elle ne s'arrête pas au ciel, il n'a pas de quoi la satisfaire. »

### Jankélévitch
Jankélévitch : « Ce que nous cherchons n'est pas seulement l'Autre-ordre du Logos, mais le Tout-autre-ordre... Si la métempirie d'éternité, d'universalité et de nécessité était le plan suprême, il n'y aurait d'autre métaphysique que gnoséologique, c'est-à-dire encore immanente et, comme dans l'apriorisme kantien, non point tant transcendante que transcendantale… » Dans ce passage et un peu plus loin, Jankélévitch, comme Pascal, distingue bien une frontière relative, ou « choquante », entre le monde des corps perçus et celui des esprits ou de la raison : « le monde des essences et rapports intelligibles, s'il transcende le donné immédiat, ne transcende pas la pensée... », et une frontière absolue, ou « scandaleuse » entre « la pensée » et « ce qui passe la pensée et nous surpasse », parce qu'il est « impensable et contradictoire de renier les conditions axiomatiques qui rendent possible la pensée en général… »
C'est la métaphysique qui a pour objet l'étude de cette transcendance absolue : « On nomme métaphysique ce qui surpasse la nature et qui est au-delà de la causalité et du langage » (Errenios)[Qui ?]. On retrouve bien l'idée d'une frontière absolue, au-delà de la causalité et du langage qui sont notre frontière humaine. Et encore : « L'ego qui a réellement découvert le néant du monde et du moi ne peut pas ne pas rencontrer la réalité et la plénitude de la Transcendance. Il ne peut pas ne pas découvrir que seule la Transcendance est réellement l'Absolu. »
La métaphysique ne peut que conduire par une suite de « négations secondes, toutes partitives et hypothétiques » jusqu'au seuil de l'au-delà absolu… dans lequel elle ne peut pas plus entrer que les autres sciences. Elle est donc incapable en elle-même de choisir entre transcendance et immanence… Les philosophies de la transcendance et les philosophies de l'immanence, tout comme les religions, sont condamnées à tomber dans des dogmatismes souvent opposés : « Au regard de l'histoire, l'immanence la consacre en la déifiant, et la transcendance la juge en la dépassant. »

## En mathématiques
En mathématiques, la transcendance est une propriété de certains nombres réels ou complexes. Un nombre transcendant est un nombre réel ou complexe qui n'est solution d'aucune équation polynomiale à coefficients entiers. Ainsi, par exemple, Charles Hermite démontra la transcendance de e, puis Ferdinand von Lindemann celle de π en 1882. Cette notion a par la suite été généralisée à d'autres objets, comme les éléments transcendants d'une extension de corps ou les fonctions transcendantes.

## La transcendance selon divers auteurs
Est transcendant ce qui est « trans », « au-delà », sous-entendu d'une frontière de l'humain ; est immanent ce qui est à l'intérieur de cette frontière, dans l'« en deçà » ou l'« ici-bas ».

## Approche théologique
La transcendance est un attribut de Dieu « Le Transcendant » par excellence, parce que dans le monde créé par Lui, Il demeure L'invisible.

## En psychologie
Bien que la notion de transcendance fasse généralement plus référence à une vision spirituelle de l'être humain, il faut souligner la tentative tardive du psychologue américain Abraham Maslow d'utiliser la notion de dépassement (ou transcendance) de soi (« self-transcendence »).
Sur la fin de sa vie, il a en effet complété ses travaux sur la théorie motivationnelle des besoins humains (voir la page pyramide des besoins) avec cette notion théorique. Ce dernier niveau dans la pyramide des besoins n'a pas été retenu par l'histoire, et n'est souvent pas mentionné.

## Pour les transhumanistes
Certains groupes transhumanistes comme les transcistes parlent du concept de transcendance technologique, celle-ci recoupe en partie le concept de singularité technologique tout en le surpassant. En effet, il s'agit à la fois du moment où la technologie sera capable de progresser seule dans son élaboration et sa complexification, mais également l'attitude de confiance et d'abandon total envers le progrès technologique.

### Pour la phénoménologie
- Jean-Paul Sartre La Transcendance de l'Ego, Vincent Coorebyter, Paris,  (ISBN 978-2-7116-1648-0)